# Tueur à gages
Pour les articles homonymes, voir Tueur à gages (homonymie).

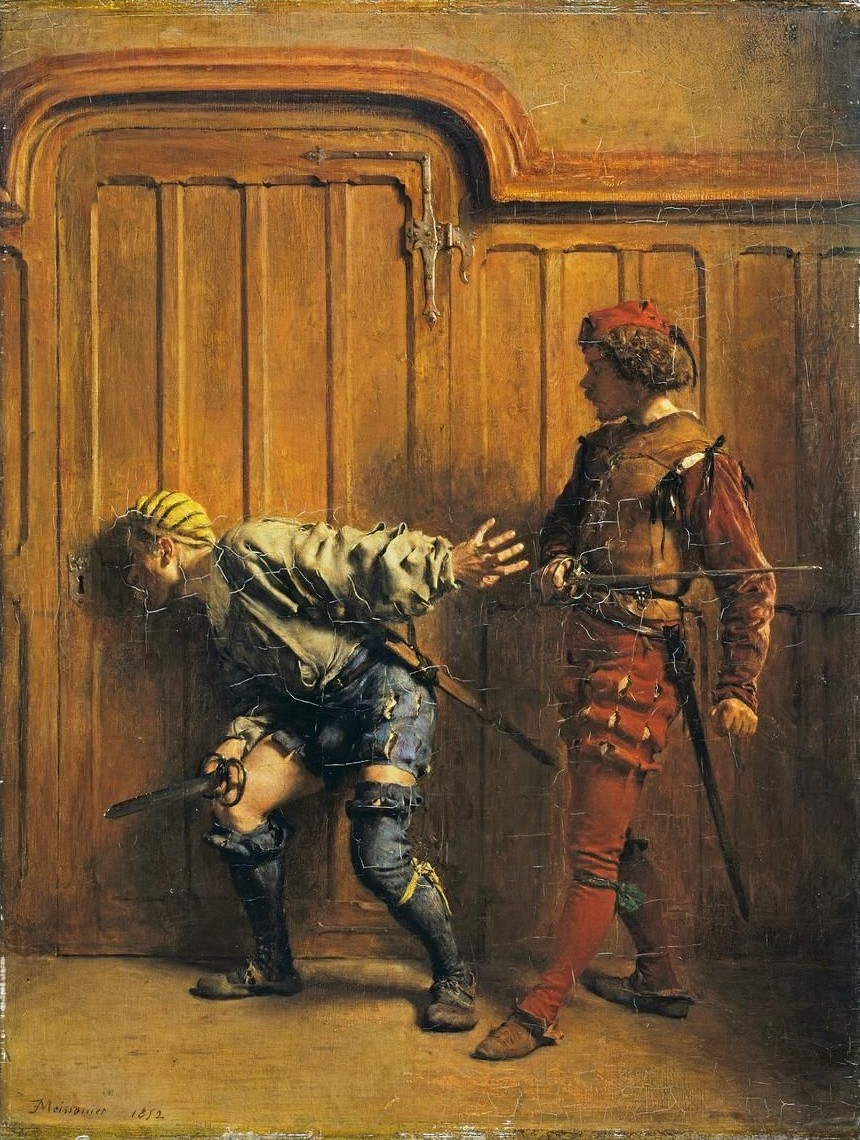
Les Bravi, peinture à l'huile d'Ernest Meissonier, 1852, Collection Wallace.

Un tueur à gages ou sicaire est une personne qui se fait rémunérer pour assassiner d'autres personnes.
Comme il n'a aucun lien direct avec ses victimes, un tueur à gages est beaucoup plus difficile à identifier, ainsi que de remonter à son commanditaire. Il demande généralement une importante somme d'argent en contrepartie de son crime.
Par exemple, aux États-Unis, les tueurs mafieux regroupés au sein de « Murder Incorporated » ont commis des centaines de meurtres au nom du Syndicat national du crime (National Crime Syndicate) dans les années 1930 et 1940.

## Statistiques
En 2004, une étude de l'Institut australien de criminologie sur 162 meurtres à forfait et tentatives de meurtre à forfait en Australie, entre 1989 et 2002, a indiqué que la raison la plus courante de meurtre pour compte d'autrui était le paiement d'une police d'assurance. L'étude a également révélé que les paiements variaient de 5 000 à 30 000 $ par meurtre, avec une moyenne de 15 000 $, et que les armes les plus couramment utilisées étaient les armes à feu. Les « meurtres à forfait » représentaient 2 % des meurtres en Australie au cours de cette période
Les meurtres à forfait représentent généralement un faible pourcentage des meurtres. Par exemple, ils représentaient environ 5 % de tous les meurtres en Écosse, de 1993 à 2002.

## Dans la fiction
- Dans le manga Hunter × Hunter, scénarisé et dessiné par Yoshihiro Togashi, la famille Zoldik est une équipe d'assassins qu'on peut comparer à des tueurs à gages. Kirua en est un des principaux membres.
- Dans la franchise de jeux vidéo Hitman, le protagoniste est un tueur à gage nommé « 47 ».
- Dans le film Kill Bill : Volume 1 et Kill Bill : Volume 2 , le personnage principal est une ancienne tueuse à gage qui cherche à se venger de son ancienne organisation.
- Dans le roman Billy Summers (2021) de Stephen King, le protagoniste (Billy Summers) est un tueur à gages sous les ordres de Nick Majarian.